# Пече
Пече (словен. Peče) је насељено место у општини Моравче, Средњословенска регија, Словенија.

## Историја
До територијалне реорганизације у Словенији биле су у саставу старе општине Домжале.

## Становништво
У попису становништва из 2011. године, Пече је имало 213 становника.
| Број становника према пописима | Број становника према пописима | Број становника према пописима |
| ------------------------------ | ------------------------------ | ------------------------------ |
| 1991                           | 2002                           | 2011                           |
| 152                            | 170                            | 213                            |

Напомена: Године 1952. повећана за насеља Горичане, Хлеве и Тлачница, која су укинута. Године 2012. извршена је мања размена територија између насеља Пече и Претрж.